# Rage Against the Machine
Vous lisez un « article de qualité » labellisé en 2007.
Pour les articles homonymes, voir Rage et Rage Against the Machine (homonymie).
Rage Against the Machine (souvent abrégé Rage ou RATM) est un groupe de rock américain, originaire de Los Angeles, en Californie. Leur style musical est une fusion de metal et de rap, avec des influences funk et punk. Composé de Zack de la Rocha, Tom Morello, Tim Commerford et Brad Wilk, le groupe marque les années 1990 jusqu'à sa dissolution en 2000. Le groupe a sorti quatre albums studio. Il se reforme à partir de janvier 2007 pour le festival de Coachella, mais ne publie plus de nouvel album.
Rage Against the Machine se caractérise principalement par le chant scandé, à la limite du rap, de Zach De La Rocha, les effets de guitare de Morello et les prises de position politiques dans et en dehors de la sphère musicale (contre le racisme, le capitalisme et la mondialisation). RATM est connu pour ses nombreuses revendications et son appui à différents mouvements de revendication sociaux et musicaux. Le groupe est classé 48e de la liste des « 100 meilleurs artistes de tous les temps » de VH1 et 34e de la liste des « 50 meilleurs groupes de tous les temps » du magazine Spin.

## Biographie

### Origines
Les origines de RATM remontent à l’époque où Zack de la Rocha et Tim Commerford allaient à l’école. Ils se rencontrent et deviennent amis lorsque le premier apprend à l’autre comment voler de la nourriture à la cantine. Zack de la Rocha cultive alors un profond intérêt pour la musique, qu’il finit par transmettre à son ami Tim, qui commence par jouer de la basse. Par ailleurs, Zack de la Rocha fréquentait la scène hardcore straight edge du comté d'Orange, en Californie, et il commence à jouer de la guitare avec un groupe appelé Hardstance, puis fonde en 1988 Inside Out dans lequel il chante. D'ailleurs Rage Against the Machine est un titre écrit à l'époque pour Inside Out. Le départ décisif de Vic DiCara (en) (guitare) en 1991 déçoit profondément Zack pour qui Inside Out avait un potentiel gigantesque.
Pendant ce temps, Tom Morello, diplômé en sciences politiques à l'université Harvard, joue de la guitare à Libertyville, dans l’Illinois, dans divers groupes de garage rock comme Electric Sheep, avec le guitariste de Tool, Adam Jones. Tom Morello finit par se rendre à Los Angeles, persuadé que c’est l’endroit idéal pour former un véritable groupe de rock. Dans un club de rap, il assiste à une prestation de Zack de la Rocha. Les paroles des chansons, éminemment politiques, séduisent immédiatement Tom Morello. Il rencontre ensuite Brad Wilk, qui a répondu à une annonce disant qu’un groupe cherchait un batteur. Zack de la Rocha appelle son vieil ami Tim Commerford : les choses sérieuses peuvent alors commencer.

### Débuts (1991–1992)
La première représentation du groupe se fait dans un garage, chez un des amis de Tim Commerford, à Huntington Beach. Les quatre musiciens jouent seulement cinq chansons, qu’ils ont écrites, mais leurs amis les apprécient tellement qu'ils doivent les rejouer plusieurs fois. Ils décident alors de se lancer dans la cour des grands, avec une bande de douze chansons enregistrées dans un studio local. Ils commencent à jouer dans des clubs aux alentours de Los Angeles et parviennent à vendre cinq cents copies de leur bande. Ils se font peu à peu leur place dans le milieu musical local et réalisent même la première partie de Porno for Pyros pour leur premier grand concert. Ils jouent également sur la scène secondaire du Lollapalooza II, à Los Angeles, en tant que « jeunes talents. » Ils finissent par signer un contrat avec Epic Records (une filiale de Sony BMG) et ils continuent de tourner pendant que leur premier disque, Rage Against the Machine, est alors réalisé.
Zack de la Rocha utilisait déjà le nom de Rage Against the Machine (en français, « Rage envers le système ») avant la formation du groupe, avec son premier groupe Inside Out (voir plus haut). Il était prévu de donner ce nom au deuxième album. Cependant, le groupe se sépare avant. Lorsque Zack de la Rocha et Tom Morello forment leur groupe en 1991, le nom Rage Against the Machine leur parait le plus adapté au style de musique, et aux idées qu’ils souhaitent diffuser. Selon Tom Morello, « The Machine », dont il est question, représente le "système", la mondialisation, le néolibéralisme, le racisme, l’élitisme, et l’indifférence, entre autres.

### Consécration (1992–1994)

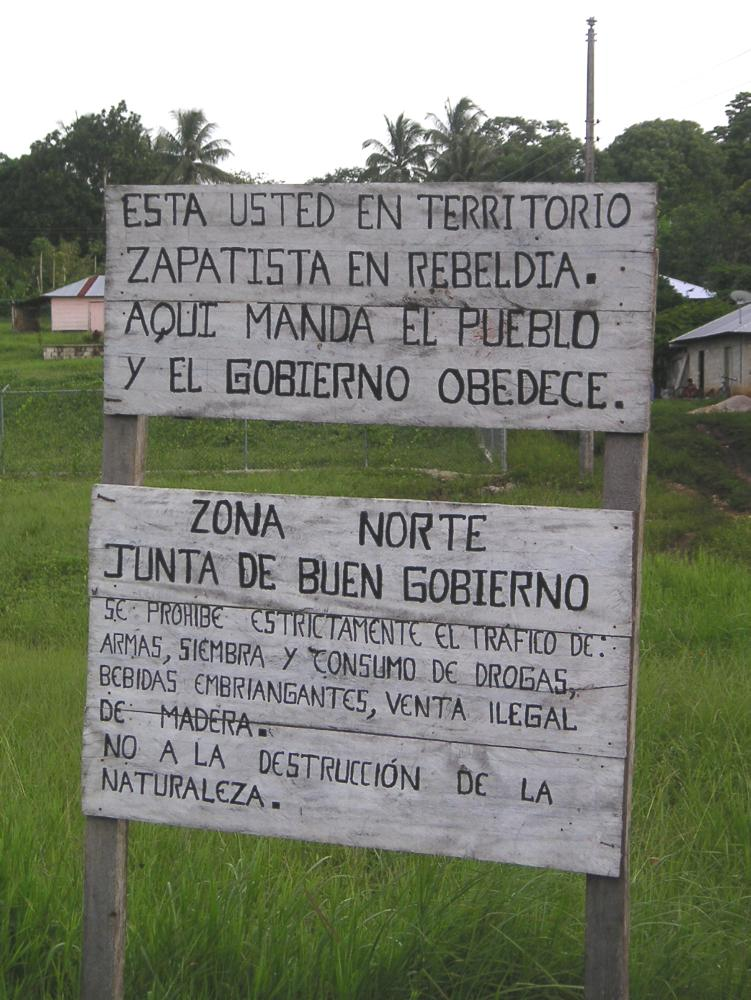
Pancarte sur la route 307 (au Chiapas), règlement du EZLN (cette pancarte détruite par les intempéries n'existe plus en novembre 2007) ; de la Rocha a séjourné dans cette région au moment de la crise du groupe.

Le groupe se lance dans sa première tournée européenne, aux côtés du groupe Suicidal Tendencies (dont le chanteur, Mike Muir, critiquera leur signature avec une grosse maison de disques, Sony, dans la chanson Do What I Tell Ya de son autre groupe Infectious Grooves, et bien qu'eux-mêmes soient aussi distribués par la même major). En octobre 1992 parait leur premier album, intitulé lui aussi Rage Against the Machine. Celui-ci a beaucoup de succès dans les charts américains : il reste dans le Top 200 du magazine Billboard pendant 89 semaines. Le titre Killing in the Name révèle le groupe au grand public ; le succès est phénoménal pour un genre plutôt méconnu en Europe. Ils donnent ensuite plusieurs concerts de soutien à Mumia Abu-Jamal, Leonard Peltier, la ligue anti-nazie, et participent au Rock for Choice. En 1993, ils reviennent à Lollapalooza sur la première scène cette fois. À Philadelphie, leur renommée prend de l’ampleur lorsqu'ils protestent contre la censure, en particulier contre Parents Music Resource Center (PMRC), en restant sur la scène complètement nus pendant 14 minutes. Le lendemain, ils donnent un concert gratuit dans Los Angeles.
En décembre 1993, le groupe lance le clip de Freedom sur les chaînes de télévision en soutien à Leonard Peltier. La vidéo mélange à la fois des extraits de concerts du groupe et du documentaire de 1992, Incident à Oglala, avec des passages du livre de Peter Matthiessen, In the Spirit of Crazy Horse. Le clip devient numéro 1 aux États-Unis. Ils poursuivent leur tournée en 1993 et 1994, tout en continuant de diffuser leurs idées, se faisant ainsi autant d’adeptes que d’ennemis. En janvier 1994, Zack s’intéresse de près au groupe indigène zapatiste du Sud-Est du Mexique, l’Ejército Zapatista de Liberación Nacional (EZLN) ; à ce moment-là, Zack de la Rocha s’identifie à ce groupe qui combat, selon lui, le néolibéralisme et le capitalisme implantés au Mexique par les États-Unis.

### Crise (1995–1996)
En 1995, le groupe est à Atlanta pour enregistrer un nouvel album, mais les choses deviennent plus compliquées que prévu. Les quatre artistes communiquent peu entre eux, et le rythme effréné des concerts les a fatigués. En fait, il s’avère que l’ambiance au sein du groupe est loin d’être aussi bonne qu’il n’y paraît. Ils s’accordent alors une pause ; Zack en profite pour aller quelques semaines au Chiapas (Mexique), pendant que les autres vaquent à d’autres occupations dans leurs foyers respectifs. Finalement, ils reprennent l’aventure. Ils louent une chambre en face de leur appartement à Los Angeles, et ils finissent par réaliser leur second album, Evil Empire (en français, « l’empire du mal »). Le titre de cet album fait allusion à une expression employée par le président Ronald Reagan pour qualifier le bloc de l'Est. Début 1996, Rage joue au festival australien Big Day Out, où est tournée la vidéo de Bulls on Parade.

### Renouveau (1996–1997)
Milieu 1996, grâce à l'appui d'un de leurs grand ami d'enfance Yves Beaufaron, le groupe fait une apparition dans l’émission télévisée Saturday Night Live de la chaîne NBC, et provoque un incident qui lui vaut d’être censuré de la chaîne à vie. Le lendemain, la vidéo de Bulls on Parade passe sur MTV, et Evil Empire sort dans les jours suivants. Rage joue gratuitement à l'Université de Californie, pendant qu'Evil Empire se place en tête du Billboard 200, délogeant ainsi le titre Jagged Little Pill d'Alanis Morissette.
Pendant l'été 1997, Rage Against the Machine et Wu-Tang Clan font une tournée commune, un évènement musical de l’été aux États-Unis. Ils se produisent dans des festivals comme le Warped Tour, HORDE, et le Lilith Fair Tour. Le groupe sort le 25 novembre la même année une VHS/un DVD sobrement intitulé Rage Against the Machine, qui contient plusieurs prestations live de leur tournée, ainsi que cinq de leurs vidéos censurées,. The Ghost of Tom Joad, une chanson de Bruce Springsteen reprise par le groupe en live, figure également sur cette VHS. Le groupe s’octroie alors une deuxième pause fin 1997.

### Dissolution et projets parallèles (2000–2006)
Le 26 janvier 2000, le groupe a l'autorisation de tourner un clip devant la bourse de Wall Street, ayant pour conséquence la fermeture de celle-ci pour quelques heures, et l'arrestation de Zack de la Rocha et du réalisateur du clip. Pendant la conception de The Battle of Los Angeles, le troisième album studio du groupe, Zack de la Rocha annonce, fin 2000, qu’il va se séparer du groupe pour commencer une carrière solo. Selon lui, le groupe est à court d’idées neuves depuis leur album Evil Empire. Des proches des membres du groupe estiment également que les débats incessants rendent la cohabitation impossible au sein du groupe. À la suite du départ de Zack, RATM sort cette même année un CD de reprises intitulé Renegades. C’est l’avant-dernier album du groupe avant sa dissolution définitive. Pour ses adieux au public, RATM donne deux derniers concerts à Los Angeles, appelés « Live at the Grand Olympic Auditorium », qui entraînent également la réalisation d’un DVD et d'un album.
Le reste du groupe monte alors le groupe Audioslave avec Chris Cornell, l'ex-chanteur du projet Soundgarden. Quant à Zack de la Rocha, il prépare la sortie d’un album solo produit par DJ Shadow. En 2000, le groupe livre un concert à Los Angeles avec un morceau en compagnie de Cypress Hill : How I Could Just Kill A Man, morceau de Cypress Hill que le groupe avait repris sur l'album Renegades.

### Reformation et tournées (2007–2008)

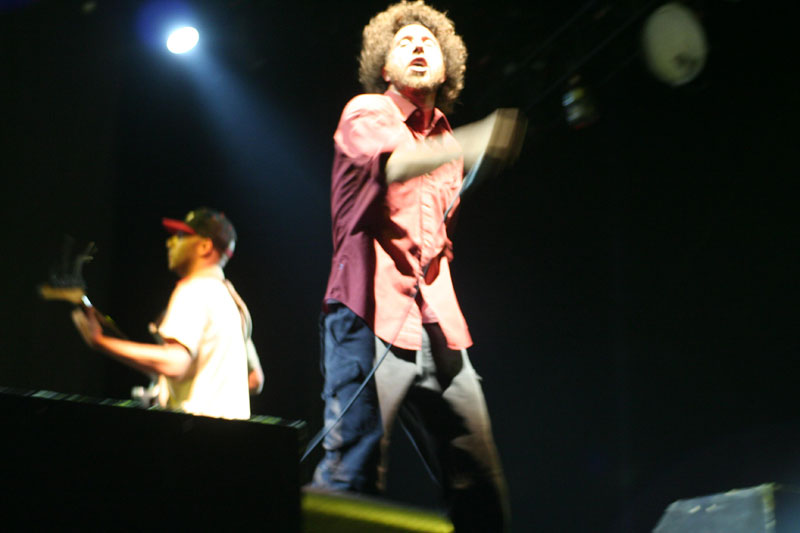
Tom Morello et Zack de La Rocha à Coachella, 2007.

En janvier 2007, le groupe annonce sa reformation. Les motifs sont encore flous. En effet la principale raison serait la dissolution d'Audioslave, annoncée par Chris Cornell pour divers conflits au sein du groupe,. Un premier album solo de Tom Morello, sous le pseudonyme de The Nightwatchman, est commercialisé le 24 avril 2007, One Man Revolution. Le groupe se reforme pour le Coachella Festival, en Californie. Le samedi 28 avril 2007, Tom Morello donne un concert de The Nightwatchman. Le lendemain, dimanche 29 avril, le groupe donne un concert, moment fort du festival, le groupe ayant réalisé une liste de chansons comprenant au moins un titre de chacun de leurs albums après une très brève introduction de Zack de La Rocha : « Bonsoir, nous sommes Rage Against The Machine, de Los Angeles, en Californie ». Un discours anti-Bush de Zack de La Rocha est prononcé durant la chanson Wake Up.
De plus, au cours de l'été 2007, ils joueront quatre concerts aux côtés du Wu-Tang Clan, et un concert avec Queens of the Stone Age. Les concerts avec le Wu-Tang Clan auront lieu le 28 et 29 juillet à New York, le 11 août à San Bernardino (Sud de la Californie) et 18 août à San Francisco, dans le cadre de la plateforme hip-hop Rock the Bells. Le concert avec Queens of the Stone Age se déroule le 24 août à East Troy, dans l'État du Wisconsin. Ils jouent également fin octobre au Voodoo Music Experience Festival et au Vegoose Festival. Fin janvier 2008, début février, ils jouent en Australie et en Nouvelle-Zélande dans le cadre du festival Big Day Out à Auckland, Gold Coast, Sydney, Melbourne, Adélaïde et Perth. En février 2008, ils jouent au Japon, le 7 à Ōsaka, le 9 et le 10 à Tōkyō ; le 30 mai au festival Electric WeekEnd à Getafe en Espagne ; le 1er juin 2008, au Pinkpop aux Pays-Bas, et le 2 juin à Anvers en Belgique.
Le 4 juin 2008, ils remplissent de nouveau Bercy à Paris, plus de 8 ans après leur dernier passage dans la capitale française, les places avaient été vendues en moins de 15 minutes ; les rumeurs annonçaient Cypress Hill en première partie, mais ce fut Saul Williams qui assura celle-ci. Sans rien ajouter à leur répertoire, ils enchainent les titres avec une énergie quasi intacte. Le 6 juin 2008, ils jouent au Rock am Ring et le 8 juin au Rock im Park (Tom Morello jouait avec le logo des IWW et une guitare rouge et noire), ces deux derniers se déroulant en Allemagne. Le 10 juillet, ils sont au festival Optimus Alive! à Lisbonne au Portugal. Ils se produisent le 20 août au festival Rock en Seine, près de Paris, devant plus de 30 000 personnes pour leur deuxième concert en France depuis leur reformation. Leur tournée européenne se finit aux festivals de Reading (22 août) et Leeds (23 août) en Angleterre.

### Dernières activités (2009–2015)
En décembre 2010, Zack de la Rocha annonce le retour du groupe en studio, et la sortie d'un nouvel album courant été 2011, soit plus d'une décennie après The Battle of Los Angeles, le dernier album original en date. Le groupe se reforme pour quelques dates dans le courant de l’année 2010. Le 4 mai 2011, Tom Morello annonce au contraire que le groupe n'a pas prévu de rentrer en studio dans le courant de l'année, et s'est concentré sur le festival L.A. Rising qui s'est déroulé le 30 juillet, au Los Angeles Memorial Coliseum, aux côtés de Rise Against, Immortal Technique, Lauryn Hill, El Gran Silencio, et Muse.

### Prophets of Rage (2016-2019)
En 2016 se forme le supergroupe musical Prophets of Rage à Los Angeles aux États-Unis, en réaction à la campagne présidentielle du candidat républicain Donald Trump. Mené par Chuck D de Public Enemy et B-Real de Cypress Hill, le groupe est complété par DJ Lord de Public Enemy et trois des quatre membres de Rage Against the Machine : le guitariste Tom Morello, le bassiste Tim Commerford et le batteur Brad Wilk.

### Deuxième retour (2019-2023)
Le 1er novembre 2019, un nouveau compte « Rage Against The Machine » est créé sur Instagram. Une photo prise lors des manifestations chiliennes de 2019 est publiée, avec une légende comportant cinq dates de concert aux États-Unis en 2020, dont deux correspondent au prochain Coachella Festival. Wayne Kamemoto, associé de longue date du groupe, confirme la véracité du site au magazine Forbes. Chuck D et B-Real annoncent quant à eux la fin de Prophets of Rage. Depuis, le groupe a annoncé sur son site le lancement d'une tournée mondiale, avec le groupe de rap Run the Jewels en première partie. Celle-ci aurait dû débuter à El Paso, Texas, le 23 mars et se terminer à Vienne, en Autriche, le 12 septembre, avec notamment un concert à Québec le 18 juillet et une participation au festival Rock en Seine à Saint-Cloud le 1er septembre. Mais la pandémie de Covid-19 force le groupe à repousser cette tournée en 2022. Leur tournée européenne est finalement annulée le 11 août 2022, pour cause de blessure de Zack de la Rocha puis la tournée nord américaine est annulée en octobre de la même année pour les mêmes raisons.
En novembre 2023, Rage Against the Machine est intronisé au Rock and Roll Hall of Fame ; Tom Morello est le seul membre à se rendre à la cérémonie. Il y mentionne des tensions au sein de la formation.
Le 3 janvier 2024, Brad Wilk annonce sur Instagram que le groupe ne se produira plus jamais en concert, officialisant ainsi sa dissolution.

## Style musical

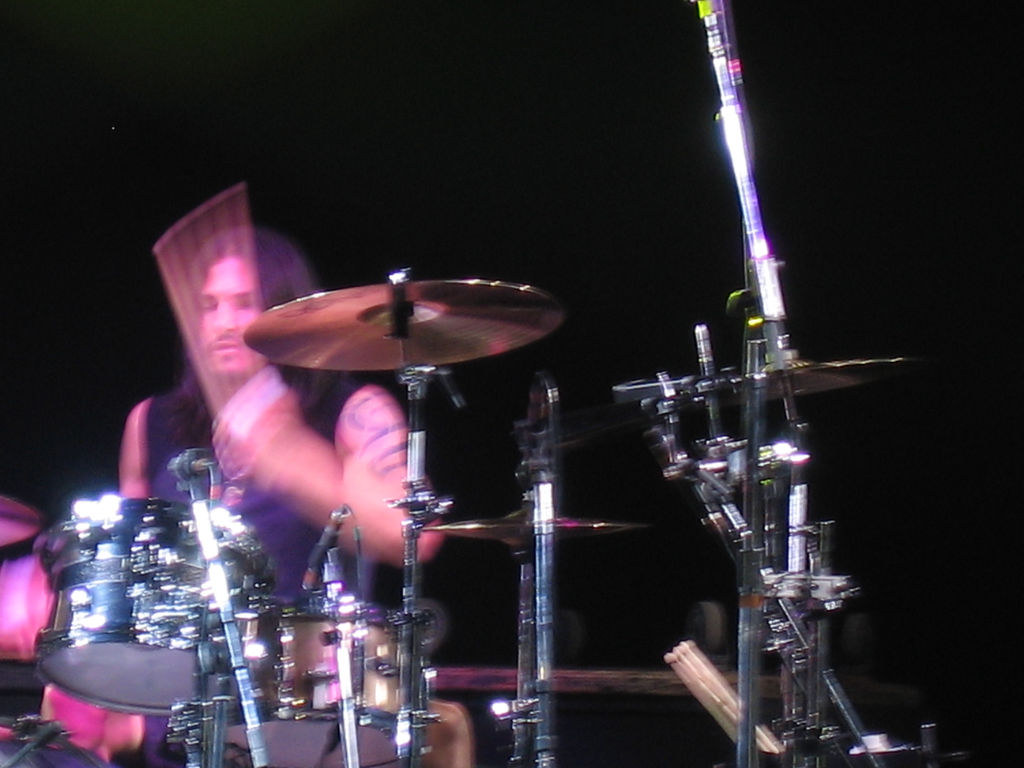
Brad Wilk jouant pour Audioslave au Montreux Jazz Festival, 2005.

Musicalement, Rage Against the Machine mélange le heavy metal, à travers les riffs de guitare de Tom Morello, avec le phrasé rap de Zack de la Rocha. On ressent aussi l’influence du funk et du jazz sur la basse de Tim Commerford, qui a d'ailleurs joué dans un groupe de jazz dans les années 1980. Enfin, la batterie de Brad Wilk est chargée de rythmes funk. Version hip-hop et violente du « rock fusion » inspiré par Fishbone, les Red Hot Chili Peppers ou Urban Dance Squad mixant un rap aux textes politiques, inspirés directement de la virulence et du pouvoir de contestation de Public Enemy, avec les riffs d’un metal hérité de Black Sabbath, Deep Purple, Led Zeppelin) et les rythmiques d’un funk puissant et combatif (Funkadelic), le rock incandescent des RATM devient un modèle du genre. Selon Michael Woodswort, journaliste au Sun, « Rage Against the Machine explose dans l'industrie du disque comme une version musicale de The Anarchist Cookbook, l'ouvrage de William Powell. Avec son mélange original de metal, de rap, et de politique d'extrême-gauche, le groupe réalise un premier album si puissant qu'il secoue les adolescents apathiques et leur fait prendre conscience des injustices du capitalisme. »[réf. nécessaire]
En parlant de l’album Rage Against the Machine, fondateur et parfait exemple du style musical du groupe, il rajoute : « Virtuose défricheur, le guitariste Tommy Morello ajoute des interludes de scratching à ses solos époustouflants et à ses riffs inspirés de Black Sabbath. Dans Know Your Enemy, il est à l'honneur sur quatre passages successifs, tour à tour funky et frénétiques, jouant quelques mesures de speed metal avant de se jeter dans une sorte de bouillonnement hystérique. Pendant ce temps, Zack de La Rocha lance des rimes menaçantes avec une énergie implacable, rappe l'autopropagande urbaine de Bombtrack, récite la leçon d'histoire de Wake up, ode à Martin Luther King, Malcolm X et Cassius Clay, ou chevauche le groove radical de Township Rebellion qui est le récit de la lutte anti-impérialiste de Los Angeles à l'Afrique du Sud. De La Rocha est un maître de la colère brute, qu'il libère à mesure que les constructions sonores du groupe gagnent en intensité. Bullet in the Head, manifeste contre le monopole de la presse, culmine sur un mur de batterie signé Brad Wilk et une rafale dévastatrice de Morello, alors que de La Rocha aboie le refrain brutal jusqu'à extinction de voix. »
Toujours d'actualité, la musique de RATM est influente dans le milieu musical, des groupes comme P.O.D., System of a Down, The Mars Volta, Avenged Sevenfold, Deftones, Evanescence, Fear Factory, Hoobastank, Incubus, Linkin Park, (hed) p.e., 2 Skinnee J's, Coal Chamber, Grinspoon, Insane Clown Posse, Korn, Muse, Sevendust, Slipknot, Kid Rock, Kottonmouth Kings, Limp Bizkit, Papa Roach, Snot, Spineshank, Twiztid et Wicked Wisdom citent Rage Against the Machine comme influence artistique.

## Thèmes

### Pochettes

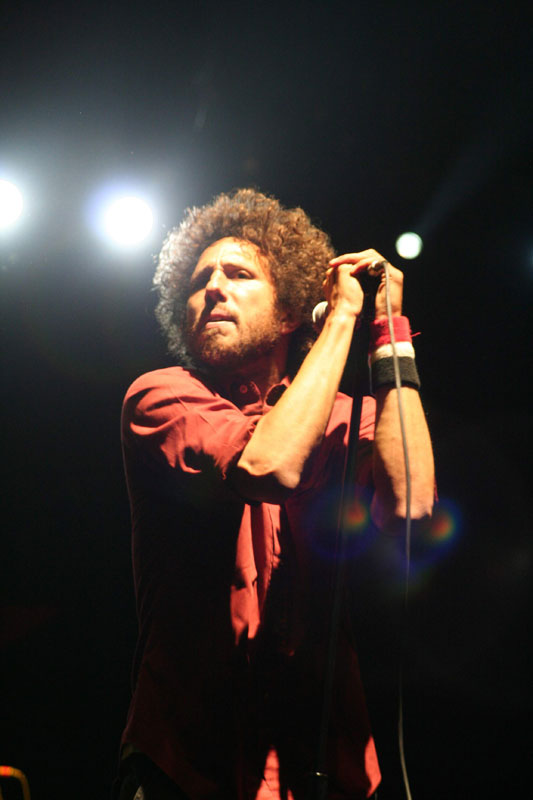
Zack de La Rocha au Coachella, en 2007.

La pochette de l'album Rage Against the Machine (1992) est basée sur une photo d’un moine bouddhiste, Thích Quảng Đức, s’immolant par le feu pour protester contre les exactions du régime dictatorial sud-vietnamien de Ngô Đình Diệm, soutenu par les États-Unis. Cette image violente donne une idée du contenu de l’album. De nouveau, la pochette de l'album Evil Empire transmet à l’avance le message du groupe. Elle représente un jeune homme, dans le style des images de propagande de l'ex-URSS, déguisé en super-héros, rappelant ainsi Superman ou d’autres héros de comics américains. Juste en dessous, le titre Evil Empire, qui est en fait le nom que donnait Ronald Reagan à l'URSS, suggère que les États-Unis ne sont peut-être pas si éloignés de cet « Empire du Mal ». Zack de La Rocha lui-même déclare : « Vers la fin de la guerre froide, le gouvernement de Reagan a constamment essayé de nourrir la crainte dans l'opinion publique américaine, en qualifiant l'Union Soviétique d'Empire du Mal. D'une certaine façon, il se jetait lui-même la pierre car les États-Unis ont commis pas mal d'atrocités au XXe siècle. ».
Concernant la pochette de l'album The Battle of Los Angeles, il s’agit d'un graffiti sur un mur, représentant le contour d'un homme avec le poing levé, symbole de la lutte et de l’engagement. Le titre, The Battle of Los Angeles, suggère lui aussi cette idée de lutte, et il est d’ailleurs repris pour la tournée qui suit, puisque chaque représentation du groupe y est intitulée « The Battle of [nom de la ville du concert] ». The Battle of Los Angeles a été très influencé par le roman 1984 de George Orwell. Testify, Sleep Now in the Fire et Voice of the Voiceless, entre autres, incluent des citations directes du roman, et mentionnent des termes Orwellien clefs dans les paroles. Le titre de cet album serait un clin d'œil aux sanglantes émeutes de Los Angeles qui ont éclaté en 1992.
La pochette de l'album Renegades est inspirée par la sculpture Love de Robert Indiana. Un album composé de douze reprises, d'artistes tels que Cypress Hill, Minor Threat, ou Bob Dylan, dans un style mêlant Evil Empire au premier album Rage Against the Machine.

### Textes
(février 2025).
- Si vous ne connaissez pas le sujet, laissez ce bandeau (vous pouvez alors contacter les auteurs).
- Si vous supprimez le contenu mis en cause (vous pouvez préalablement contacter les auteurs),

argumentez précisément cette suppression dans la page de discussion
(un manque de référence n'est pas un argument ; une recherche réelle de référence doit avoir été effectuée, être formellement documentée).
Tous les textes de Rage Against the Machine sont très engagés politiquement, et tournent autour de thèmes comme les abus du capitalisme ou les mensonges des médias. La liste qui suit n'est pas exhaustive mais donne un aperçu de cet engagement. Le thème du capitalisme revient le plus souvent dans les chansons du groupe. On en retrouve de nombreuses occurrences au fil des albums :
- Bombtrack (Rage Against the Machine) rappelle comment les classes supérieures profitent des classes inférieures : « Landlords and power whores on my people they took turns. » (« Les propriétaires et les putes du pouvoir, chacun leur tour contre mon peuple ») ;
- Voice of the Voiceless (The Battle of Los Angeles) prend la défense de Mumia Abu-Jamal (surnommé « The voice of the voiceless » (la voix de ceux qui n’en ont pas) par les médias parce qu’il défendait ceux à qui on ne donnait pas les moyens de se faire entendre). Rage dénonce ici la mainmise du pouvoir sur les médias : « You see the powerful got nervous, ‘cause he refused to be their servant. » (« Vous voyez, les dirigeants sont devenus nerveux parce qu'il a refusé d'être leur domestique ») ;
- dans Testify (The Battle of Los Angeles), il est par exemple question de la course au pétrole qui entraîne de nombreuses guerres : « The pipeline is gushing, while here we lie in tombs » (« Les oléoducs débordent, pendant qu’ici on s’allonge dans des tombes ») ou encore « Mass graves for the pump and the price is set » (« Des tombes en masse pour la pompe et le prix est fixé ») ;
- dans Know your Enemy (Rage Against the Machine), RATM nous montre sa vision du rêve américain, bien différente de ce qu’on a l’habitude d’entendre dans les médias : « Compromise, conformity, assimilation, submission, ignorance, hypocrisy, brutality, the elite. All of which are American Dreams. » (« Compromission, conformisme, assimilation, soumission, ignorance, hypocrisie, brutalité, l’élite. De tout ce qui fait le rêve américain. »)

On retrouve aussi régulièrement une dénonciation des médias qui montrent une réalité modifiée. Ainsi, dans Take the Power Back (Rage Against the Machine), on peut entendre : « One-sided stories for years and years and years. » (« Un seul point de vue depuis des années et des années et des années. ») Dans Bombtrack (Rage Against the Machine), le texte est encore plus explicite : « See through the news and views that twist reality. » (« Vois au-delà des infos et des points de vue qui déforment la réalité. ») Testify (The Battle of Los Angeles) évoque la vision de la guerre du Golfe à travers les médias : « Mister Anchor assure me that Baghdad is burning. Your voice it is so soothing, that cunning mantra of killing. I need you my witness to dress this up so bloodless. » (« Monsieur le présentateur, assure-moi que Bagdad brûle. Ta voix, tellement apaisante, cet adroit mantra du massacre. J’ai besoin de toi, mon témoin, pour rendre ça moins sanglant. »)
Certains textes condamnent également la prépondérance de la religion laïque ou la religion de l'argent dans la politique : Take the Power Back (« Reprends le pouvoir ») (Rage Against the Machine) dénonce l'emprise de la « religion de l'argent » sur les Américains : « They want us to allege and pledge and bow down to their God. » (« Ils veulent que nous fassions allégeance et que nous nous engagions et que nous nous prosternions devant leur Dieu. ») . Ils critiquent visiblement le système et pas les religions puisque dans le morceau Wake Up, ils accusent le pouvoir d'avoir tué Malcom X pour avoir prôné l'islam « Ya know they murdered X, And tried to blame it on Islam » (« Tu sais qu'ils ont assassiné X, Et ont tenté de blâmer l'Islam »), leur position est donc clairement contre le pouvoir oppresseur et non n'importe quel pouvoir.
Dans ses textes, RATM suggère souvent des actions à mener pour illustrer ses propos : aussi, dans Bombtrack (Rage Against the Machine), de La Rocha nous dit « I warm my hands upon the flames of the flag… » (« Je me réchauffe les mains sur les flammes du drapeau… ») ; Ceci est une démystification du drapeau et des slogans que le pouvoir utilise pour manipuler les peuples, la chanson Killing in the Name of illustre cette idée « Those who died are justified, for wearing the badge » le sarcasme poussé dit: (« Ceux qui sont morts, leur mort est justifiée, car eux ils portent une insigne »). Le groupe passe d’ailleurs à l’acte à Woodstock (édition 1999), pendant la chanson Killing in the Name, où ils ont brûlé le drapeau américain sur scène.

## Impact socio-culturel

### Idéologie

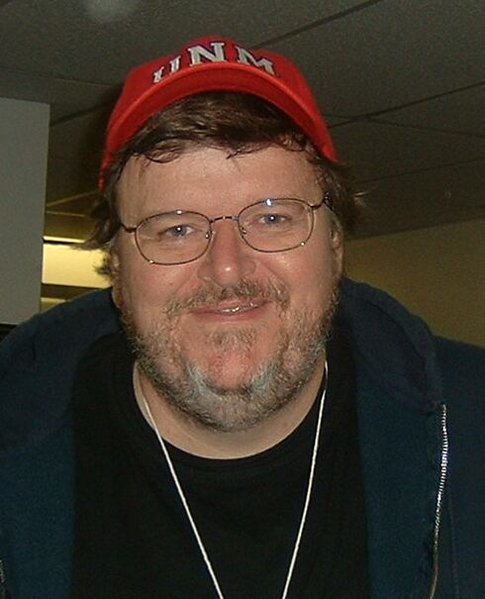
Michael Moore, qui a réalisé quelques vidéo-clips du groupe.

Avant tout, Rage Against the Machine utilisait sa musique comme mouvement social et devint ainsi le groupe engagé le plus célèbre des États-Unis. Un aspect important du groupe est son engagement politique de gauche, qui l'a amené à manifester à plusieurs occasions contre la politique — intérieure et extérieure — des États-Unis. Au fil de son existence, RATM participa à plusieurs protestations en accord avec ses convictions. Ainsi, le groupe donna un concert mouvementé en marge de la convention nationale démocrate de 2000 à Los Angeles lors de la campagne présidentielle américaine, où ils ont violemment critiqué le système politique américain, celui de « l’establishment » et appellent les spectateurs présents à ne pas se rendre aux urnes. De même, ils jouèrent aux alentours de Wall Street le 26 janvier de la même année. À cause de la foule qui s’était réunie pour assister à ce concert (qui fut filmé et inclus dans le clip Sleep Now in the Fire, réalisé par Michael Moore), la bourse de New York dut fermer ses portes en plein milieu de la journée, événement qui n'était pas arrivé depuis le krach de 1929. Parmi les spectateurs, on trouvait beaucoup d’employés de Wall Street, qui semblaient apprécier le spectacle. Beaucoup de ces images furent utilisées plus tard avec beaucoup d’ironie dans la vidéo de Moore.
Peu après les événements du 11 septembre 2001, le groupe accusait les États-Unis d’être responsables de violences similaires aux attentats du World Trade Center à travers le monde. Cela entraîna la surveillance par la CIA de leur site officiel et surtout de leur forum de discussion, où des messages virulents à l’égard du gouvernement américain étaient publiés.

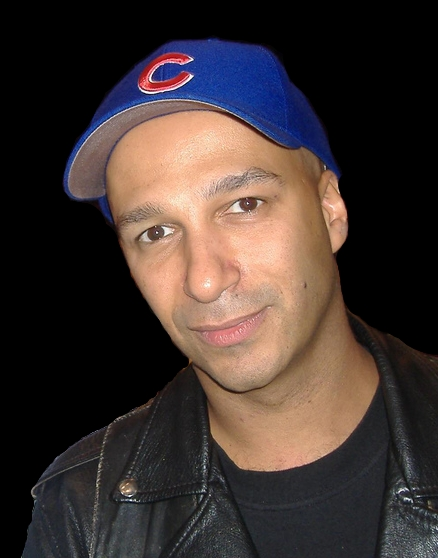
Tom Morello en 2005.

Tom Morello, dans une interview donnée à la revue Guitar World, explique que : « Les États-Unis s'autoproclament le pays de la liberté, mais la première liberté que nous ayons, toi et moi, c'est celle d'être exploité au travail. Une fois que tu auras utilisé cette liberté, alors tu auras perdu le contrôle sur ce que tu fais, ce qui est produit et comment c'est produit, et, finalement, le produit ne t'appartiendra plus. La seule façon d'éviter les chefs est de ne pas faire attention à soi-même, ce qui nous amène à la seconde liberté, celle de mourir de faim. » Parallèlement, il répondait aux détracteurs qui soulignaient la contradiction au moins apparente entre les orientations gauchistes du groupe et leur signature chez Epic Records, filiale de Sony : « Quand tu vis dans une société capitaliste, la diffusion de l'information dépend de l'argent investi. Est-ce que Noam Chomsky s'oppose à la vente de ses œuvres chez Barnes & Noble ? Non, parce que c'est là que la plupart des gens achètent leurs livres. Nous ne souhaitons pas partager notre musique seulement avec ceux qui la connaissent déjà. C'est génial de jouer dans un endroit abandonné, squatté par des anarchistes, mais c'est aussi génial d'être capable de toucher les gens avec un message révolutionnaire, de Granada Hills jusqu'à Stuttgart. »
En plus de ses différents et nombreux engagements sociaux, le groupe s’engage également pour la liberté d’expression, contre la censure. Ainsi, en réponse au discours du président Bill Clinton à la suite du massacre de Littleton : « On ne peut pas prétendre qu'il n'y a aucun impact sur notre culture et nos enfants s'il y a trop de violence qui leur arrive par ce qu'ils voient et de ce qu'ils font. Nous devons demander aux personnes qui produisent des films violents, des CD, des jeux vidéo, de bien prendre en considération les conséquences qui en découlent. Et s'ils sortent malgré tout, ils devraient au minimum ne pas être vendus aux enfants », allusion aux goûts musicaux des fanatiques qui ont ouvert le feu dans le lycée, Tom Morello, prenant la tête des artistes critiques du discours, rétorque que : « Le rock n'est pas responsable des crimes violents aux États-Unis. C'est très hypocrite de la part des politiques de Washington de montrer le rock du doigt et de le faire passer pour le pourvoyeur de violence de la société, alors qu'ils sont pleinement occupés à lâcher des bombes en ex-Yougoslavie. Qui est le meilleur modèle de violence pour les adolescents ? Le président Clinton qui tous les jours sacrifie en Yougoslavie un bus rempli d'enfants et de personnes âgées, ou quelqu'un comme Marilyn Manson, qui ne fait que s'habiller comme si c'était tous les jours Halloween et chanter avec une voix d'épouvante ? »

### Manifestations
La principale singularité du groupe implique son habitude de lancer des polémiques sur des sujets d’actualité lors de ses concerts. Son idéologie politique radicale lui amena un bon nombre de détracteurs, mais aussi beaucoup de sympathisants qui s’identifiaient tout particulièrement au message porté par la musique du groupe.
Avec l’intensification du mouvement « anti-Mumia » du département de police de Philadelphie et de Maureen Faulkner (veuve du fonctionnaire assassiné Daniel Faulkner), les diverses organisations en faveur de la libération de Mumia Abu-Jamal organisèrent un concert pour capter l’attention de la « presse politique », avec la participation des Beastie Boys, de Bad Religion ou encore GangStarr. Le concert est signalé dans tous les médias, et sévèrement critiqué par « l’élite du pays. » En guise d’introduction au concert, Zack de La Rocha déclare : « On dirait bien que le fait de devoir travailler pour conserver les droits dont nous devrions tous pouvoir profiter légalement ne plaît pas à tout le monde! »
Pendant le festival Lollapalooza de 1993 à Philadelphie, la renommée du groupe grandit lorsque ses membres protestèrent contre la censure et contre le comité Parents Music Resource Center (PMRC) en restant nus sur la scène pendant quatorze minutes complètes, avec en fond sonore les larsens de la guitare et la basse posées contres leurs amplis. Avec comme seuls habits un ruban de scotch sur la bouche et sur leur poitrine les lettres P.M.R.C. Ce jour-là, le groupe ne joue donc pas, mais revient deux jours plus tard pour donner un concert gratuit. Le PMRC était un comité de censure à destination des parents d’enfants mineurs, créé dans le but de réguler les paroles de chansons explicites sur la consommation de drogue, le sexe et la glorification de la violence. RATM considérait cela comme de la censure et donc une réduction du droit d’expression des artistes.
Le 13 décembre 1997, Tom Morello est arrêté, ainsi que 31 personnes, pour avoir bloqué l’accès à certains magasins, en signe de protestation contre la marque de jeans Guess. Pendant cette manifestation, l’entrée du centre commercial Santa Monica Place avait également été bloquée. À cette époque, le département du Travail des États-Unis (U.S. Department of Labor) enquêtait sur les méthodes de Guess à la suite des plaintes régulières des employés, qui se disaient, entre autres, exploités par l’entreprise textile.
En juin 2016, Tom Morello annonce la formation d'un nouveau groupe, Prophets of Rage. Constitué de Tom Morello, Tim Commerford et Brad Wilk, de DJ Lord de Public Enemy mais également de deux figures du rap engagé, Chuck D de Public Enemy et B-Real de Cypress Hill, le groupe annonce une tournée baptisée Make America Rage Again en référence au slogan Make America Great Again du candidat républicain Donald Trump, composée de 35 dates en Amérique du Nord, jusqu'à l'élection présidentielle.

### Polémiques

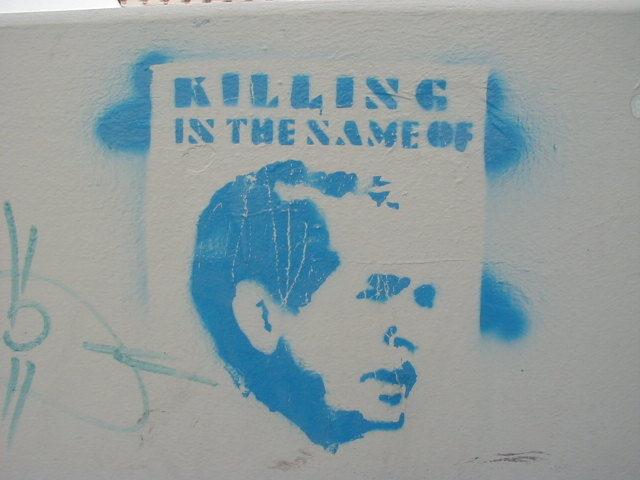
Image datant de 2005, dans la ville autrichienne de Linz. Il s'agit d’un pochoir représentant le visage de G.W. Bush avec comme légende : Killing In The Name of, comme le titre d’une chanson de RATM.

La controverse sur les concerts de Rage est systématique. Les communautés amish étaient persuadées que RATM s’apparentait à un culte diabolique et que les idées que le groupe véhiculait étaient menaçantes ; idem pour les policiers, à qui les membres du groupe avaient souvent affaire à cause de leur conduite ; et enfin la presse, qui s'étonnait de certains agissements du groupe. Par exemple, plusieurs milliers d’américains furent choqués quand Tim mit le feu au drapeau américain à Woodstock, pendant la chanson Killing in the Name. Rage avait prévu de jouer dans la ville de George dans l'État de Washington, le 13 décembre 1997. Mais le shérif, William Weister, s’y opposa en essayant de stopper la représentation. Il avait lu des documents qui présentaient le groupe comme étant « militaire, radical, anti-démocratique, violent et qu'il promouvait l'absence de loi et l'anarchie. » La tentative d’annulation du concert n’aboutit pas, et le concert se termine sous une forte présence policière. Ce soir-là, le groupe entame le concert avec sa version de Fuck Tha Police. Ce n'est pas la seule polémique lors d’un concert du groupe. Des événements similaires étaient très communs dans d’autres villes à dominante conservatrice. Cependant, Zack en faisait abstraction et continuait de profiter du temps entre deux chansons pour exprimer son opinion sur des thèmes politiques et sociaux.
Pendant la remise des prix des MTV Video Music Awards de 2000, RATM concourait pour le prix du meilleur clip de rock (« Best Rock Video »). C’est finalement Limp Bizkit qui reçut la récompense ; mais alors que Fred Durst prononçait son discours de remerciements, Tim Commerford escalada un échafaudage au-dessus de la scène et commença à se balancer d’avant en arrière. Fred Durst réagit en déclarant que Limp Bizkit était sans doute « le groupe le plus haï du monde », et la retransmission TV laissa la place aux spots publicitaires. Tim déclara ensuite qu’il ne s’agissait que d’une blague : il était tout de même parvenu à empêcher Limp Bizkit de jouer son titre en live à la télévision. Il finit la nuit au poste avec ses gardes du corps.
Le 10 avril 1996, Rage devait jouer deux chansons lors de l’émission de la NBC Saturday Night Live. L’invité de la soirée était le richissime ex-candidat républicain à la présidence Steve Forbes. D’après le guitariste, Tom Morello, Rage cherchait un moyen de marquer son opposition au multimillionnaire, qui semblait se consacrer à raconter des blagues et à défendre l’impôt à taux unique (à l'opposé de l'impôt progressif dont le taux augmente avec le revenu), tout en faisant sa profession de foi dans laquelle il rappelait les profondes disparités sociales et ethniques aux États-Unis. Pour illustrer cette déclaration, RATM essaye d’abord, pendant une répétition, d’accrocher deux drapeaux des États-Unis à l’envers sur les amplificateurs (comme à son habitude pendant les concerts). Mais les producteurs de Saturday Night Live et d’autres dirigeants de NBC leur ordonnent de les retirer, avançant que les patriotes protesteraient, et qu’ils souhaitent que tout se passe sans anicroche en la présence de Forbes. Saturday Night Live informe également le groupe qu’ils allaient censurer quelques passages de Bullet in the Head (qui devait être le second morceau du groupe) à l’antenne, mais également dans le studio, où se trouveraient de la famille et des amis de Forbes. Le soir de l’émission, après la première chanson et après le retrait des banderoles amenées par des fans du groupe, quelques officiels de Saturday Night Live et NBC encerclent les membres du groupe et leur ordonnent de quitter les lieux. Entendant cela, Tim (le bassiste) fait irruption dans la loge de Forbes, et fracasse quelques lampes au sol avant d’être maîtrisé par la sécurité.
À la suite des attaques terroristes du 11 septembre 2001, une rumeur se répandit selon laquelle la totalité des chansons du groupe furent intégrées à une liste de morceaux considérés comme inappropriés par Clear Channel (liste rendue publique par l’entreprise) et avait recommandé à ses stations d’éviter de diffuser pour éviter de choquer les familles des victimes dans les semaines suivant les attentats.
En octobre 2009, Tom Morello, soutenu par Trent Reznor, s'insurge contre l'usage de leur musique lors des séances de no touch torture en Irak et à Guantanamo.

### Connexions culturelles
Les analyses politiques du linguiste et dissident Noam Chomsky ont énormément inspiré le groupe, en particulier celles touchant la politique du gouvernement américain. Zack de la Rocha s'entretient avec Chomsky en 2000. Brice Tollemer considère que « la mise en relation et la connexion avec des personnalités comme Michael Moore ou bien encore Noam Chomsky apportent indubitablement un gage de respectabilité et de crédibilité quant à la ligne de conduite de la formation musicale ». Deux albums hommages sont sortis après la dissolution du groupe : Freedom: A Tribute to Rage Against the Machine (une version espagnole existe aussi) en 2001 et A Tribute to Rage Against the Machine réalisé par divers musiciens en 2003.

## Collaborations

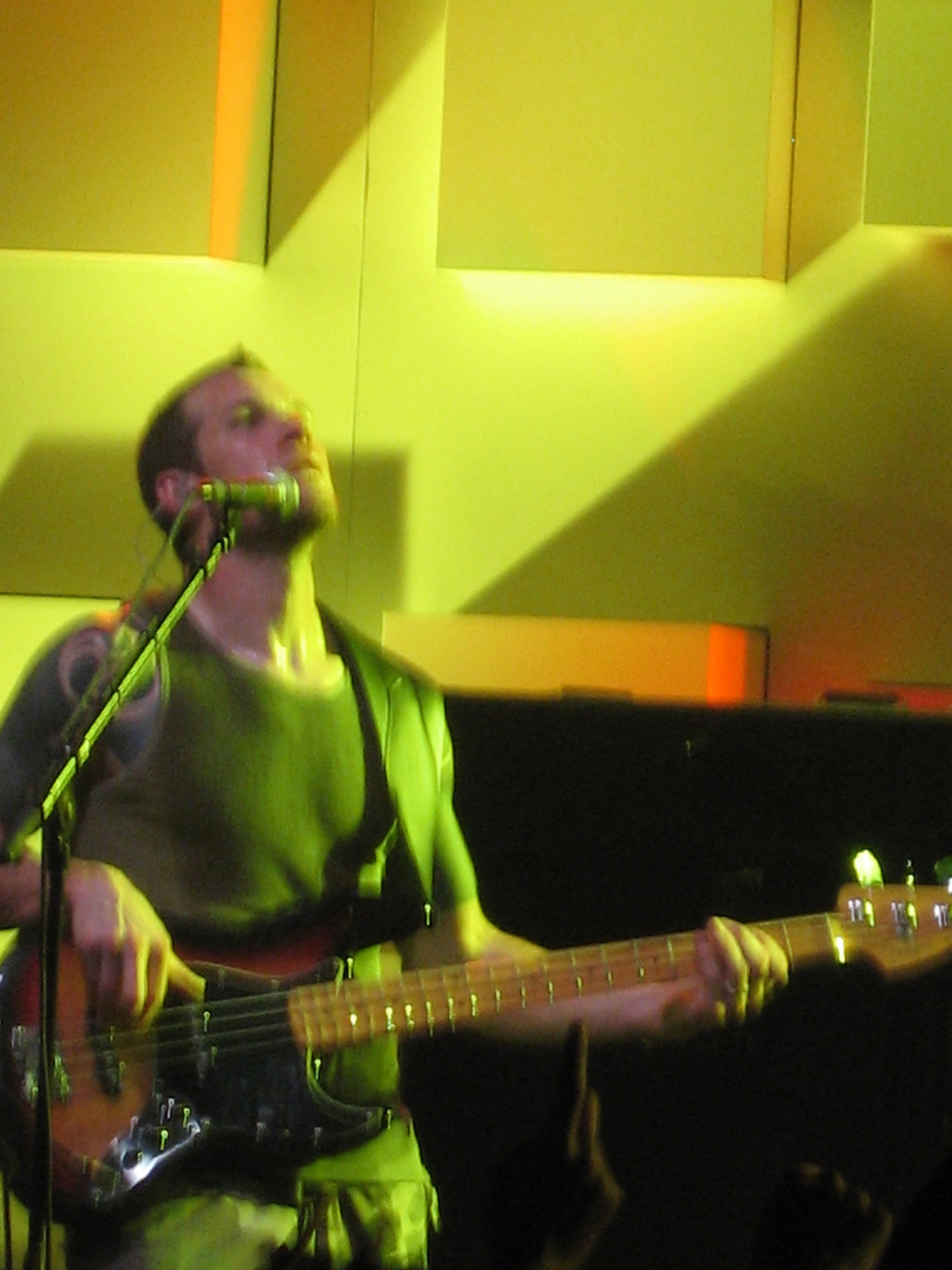
Tim Commerford jouant pour Audioslave au Montreux Jazz Festival, 2005.

Le 20 janvier 1997, Zach de la Rocha et Tom Morello donnent un concert nommé Radio Free L.A., avec Flea des Red Hot Chili Peppers à la basse et Stephen Perkins de Jane's Addiction à la batterie. Pendant ce concert, neuf chansons de Evil Empire sont jouées avec une musique complètement différente, seul le texte reste inchangé ou presque.
En 1998, Tom Morello (le guitariste) collabore avec des musiciens comme Primus, il participe à l'album Antipop, Liam Howlett de The Prodigy, Henry Rollins, Bone Thugs-N-Harmony, Cypress Hill, Bruce Springsteen, The Indigo Girls ou encore Linkin Park en 2014 sur le titre Drawbar, pendant que le reste du groupe travaille avec des artistes comme Snoop Dogg, et que Zack chante avec KRS-One et Last Emperor pour une compilation hip-hop intitulée Lyricist's Lounge.
Le groupe contribue à quelques bandes originales de films, avec No Shelter dans Godzilla, Darkness, une ancienne démo, dans The Crow, ainsi que Year of tha Boomerang, chanson qui sera incluse plus tard dans Evil Empire dans le film Fièvre à Colombus University.
En 1999, le groupe joue lors de plusieurs festivals importants, comme ceux de Woodstock, The Fuji Festival au Japon, ainsi que le Tibetan Freedom Concert. Rage organise également un concert au profit de Mumia Abu-Jamal, avec les Beastie Boys. Ce concert fait beaucoup de bruit dans les médias. La même année, RATM participe à la bande originale du film Matrix en posant le titre Wake Up au générique de l’œuvre des Wachowski. Cette participation fait connaître le groupe auprès des fans de la culture cyberpunk que touche le film. Les producteurs n’hésiteront pas à utiliser d’autres titres de Rage Against the Machine dans les deux suites du film.

## Discographie

### Albums studio
- 1992 : Rage Against the Machine, meilleur classement au US Billboard : 45e, trois fois disque de platine pour les ventes aux États-Unis[89]. C’est le premier album du groupe, précurseur d’un style qui explosera à la fin des années 1990 sous l’impulsion de groupes comme Limp Bizkit ou Korn. L’album occupa la première place du Top 200 du Billboard magazine, et reste 45e dans le Top-200 du magazine.
- 1996 : Evil Empire, meilleur classement au US Billboard : 1er, et trois fois disque de platine pour les ventes aux États-Unis. C’est le deuxième album du groupe, en français : L’Empire du Mal. Il prit dès le départ la première place du Top 200 du magazine Billboard.
- 1999 : The Battle of Los Angeles, meilleur classement au US Billboard : 1er, deux fois disque de platine pour les ventes aux États-Unis[90]. Il s’agit du troisième album studio du groupe. Comme le précédent, il rentra immédiatement en première place du Top-200 du magazine Billboard. Ce fut l’album le plus populaire du groupe et celui qui suscita le plus d’intérêt au niveau international.
- 2000 : Renegades, meilleur classement au US Billboard : 14e, disque de platine pour les ventes aux États-Unis[90]. Ce disque contient exclusivement des reprises d’autres groupes comme Minor Threat, MC5, The Rolling Stones, Cypress Hill ou Devo. Il est sorti en 2000, au moment où Zack annonçait qu’il quittait le groupe.

### Albums live
- 1999 : Live and Rare. Il s'agit d'une compilation de titres joués en live pendant la tournée du groupe en Europe et en Asie. Le disque contient également deux titres inédits : Darkness et Clear the Lane.
- 2003 : Live at the Grand Olympic Auditorium, meilleur classement au US Billboard : 94e, disque d'or pour les ventes aux États-Unis. Disque posthume, sorti après la séparation du groupe, il s'agit de l'enregistrement des deux derniers concerts Rage qui ont eu lieu les 12 et 13 septembre 2000 au Grand Olympic Auditorium de Los Angeles, Californie.

### Singles
| Année | Single                      | Meilleur classement | Meilleur classement | Meilleur classement | Meilleur classement | Meilleur classement | Meilleur classement | Meilleur classement | Meilleur classement | Album                     | Informations |
| Année | Single                      | [ 91 ]              | [ 92 ]              | [ 93 ]              | [ 94 ]              | [ 95 ]              | [ 96 ]              | [ 97 ]              | [ 98 ]              | Album                     | Informations |
| ----- | --------------------------- | ------------------- | ------------------- | ------------------- | ------------------- | ------------------- | ------------------- | ------------------- | ------------------- | ------------------------- | --- |
| 1993  | Killing in the Name         | –                   | –                   | –                   | 7                   | 8                   | –                   | 13                  | –                   | Rage Against the Machine  | Apparaît sur la bande sonore des jeux vidéo Grand Theft Auto: San Andreas et Guitar Hero II et du film Tueurs nés d'Oliver Stone.                                                                                                  |
| 1993  | Bullet in the Head          | –                   | –                   | –                   | –                   | 19                  | –                   | 47                  | –                   | Rage Against the Machine  | – |
| 1993  | Bombtrack                   | –                   | –                   | –                   | –                   | 11                  | –                   | 8                   | –                   | Rage Against the Machine  | – |
| 1993  | Know Your Enemy             | –                   | –                   | –                   | –                   | –                   | –                   | –                   | –                   | Rage Against the Machine  | – |
| 1994  | Freedom                     | –                   | –                   | –                   | –                   | 17                  |                     | –                   | –                   | Rage Against the Machine  | – |
| 1996  | Bulls on Parade             | 27                  | 11                  | 8                   | 29                  | 22                  | 9                   | 46                  | 4                   | Evil Empire               | Nommé au Grammy Award dans la catégorie « Meilleure prestation hard rock » ; classé 15e des « 40 meilleures chansons metal » sur la chaîne câblée VH1. Apparaît sur la bande sonore de Guitar Hero III.                            |
| 1996  | People of the Sun           | –                   | –                   | 26                  | –                   | –                   | –                   | –                   | –                   | Evil Empire               | Nommé du Grammy Award dans la catégorie « Meilleure prestation hard rock ». |
| 1996  | Down Rodeo                  | –                   | –                   | –                   | –                   | –                   | –                   | –                   | –                   | Evil Empire               | – |
| 1997  | Vietnow (feat. Chuck D)     | –                   | –                   | –                   | –                   | –                   | –                   | –                   | –                   | Evil Empire               | – |
| 1998  | The Ghost of Tom Joad       | –                   | 34                  | –                   | –                   | –                   | –                   | –                   | –                   | -                         | Reprise de la chanson homonyme de Bruce Springsteen ; plus tard présent sur Renegades. |
| 1998  | No Shelter                  | –                   | 30                  | –                   | –                   | –                   | –                   | –                   | –                   | –                         | Nommé du Grammy Award dans la catégorie « Meilleure prestation hard rock » ; apparaît sur la bande originale de Godzilla. |
| 1999  | Guerilla Radio              | –                   | 6                   | 32                  | –                   | –                   | 42                  | –                   | 17                  | The Battle of Los Angeles | Nommé du Grammy Award dans la catégorie « Meilleure prestation hard rock » ; apparaît sur la bande musicale du jeu vidéo Tony Hawk’s Pro Skater 2.                                                                                 |
| 2000  | Sleep Now in the Fire       | –                   | 8                   | 43                  | –                   | –                   | –                   | –                   | –                   | The Battle of Los Angeles | Apparaît sur la bande originale du film Charlie's Angels 2 : Les anges se déchaînent ! ; générique de On the Rock sur MTV. |
| 2000  | Testify                     | –                   | 16                  | –                   | –                   | –                   | –                   | –                   | –                   | The Battle of Los Angeles | Apparaît sur la bande sonore de Rock Band 2. |
| 2000  | Calm Like a Bomb            | –                   | –                   | –                   | –                   | –                   | –                   | –                   | –                   | The Battle of Los Angeles | Apparaît sur la bande originale du film Matrix Reloaded La chanson Wake Up apparait également sur le premier volume de la trilogie Matrix ainsi qu'à la fin de Matrix Resurrections dans une version réarrangée par Brass Against. |
| 2000  | Renegades of Funk           | –                   | 9                   | –                   | –                   | –                   | –                   | –                   | –                   | Renegades                 | Reprise de la chanson homonyme d’Afrika Bambaataa ; nommé du Grammy Award dans la catégorie « Meilleure prestation hard rock ». |
| 2001  | How I Could Just Kill a Man | –                   | 37                  | –                   | –                   | –                   | –                   | –                   | –                   | Renegades                 | Reprise de la chanson homonyme de Cypress Hill. |

## Vidéographie

### Clips
| Clip                        | Année | Réalisateur          |
| --------------------------- | ----- | -------------------- |
| Killing in the Name         | 1992  | Peter Gedeon         |
| Bullet in the Head          | 1993  | BBC Worldwide        |
| Bombtrack                   | 1993  | Peter Christopherson |
| Freedom                     | 1993  | Peter Christopherson |
| Bulls on Parade             | 1996  | Peter Christopherson |
| People of the Sun           | 1996  | Peter Christopherson |
| The Ghost of Tom Joad       | 1997  | Heather Perry        |
| No Shelter                  | 1998  | Gavin Bowden         |
| Guerrilla Radio             | 1999  | Honey                |
| Sleep Now in the Fire       | 2000  | Michael Moore        |
| Testify                     | 2000  | Michael Moore        |
| Renegades of Funk           | 2000  | Steven Murashige     |
| How I Could Just Kill a Man | 2003  | Harri Kristin        |

### Vidéos
- 1997 : Rage Against the Machine (en). Cette vidéo est un assemblage de concerts donnés à Irvine, en Californie, au Rock Am Ring Festival de 1996, et au Pink Pop Festival de 1994. Il contient également cinq vidéoclips de chansons des deux premiers albums, ainsi qu’un poème de Zack de la Rocha (Memory of the Dead) et une reprise de Bruce Springsteen, The Ghost of Tom Joad.
- 1999 : Revolution USA.
- 2000 : The Battle of Mexico City (en). Grâce à son soutien de l'EZLN et aux origines mexicaines de Zack, le groupe comptait de nombreux fans au Mexique. Ce concert était le premier du groupe au Mexique, et les relations du groupe avec le public étaient bien plus qu'un simple rapport d'artistes à fans. La vidéo contient des chansons des trois premiers albums de RATM et la reprise Zapata’s Blood (Le sang de Zapata).
- 2003 : Live at the Grand Olympic Auditorium. Ce concert a eu lieu au Grand Olympic Auditorium, à Los Angeles, en Californie, le 13 septembre 2000. Les quinze titres de la vidéo incluent une reprise du groupe Cypress Hill intitulée How Could I Just Kill a Man, qui apparaît aussi sur l’album de reprises Renegades. La vidéo contient également des vidéos de Bombtrack et How Could I Just Kill a Man, la performance bénévole du groupe à la Convention Nationale Démocrate du 18 août 2000, et deux titres supplémentaires interprétés lors d’autres concerts : People of The Sun et Know Your Enemy.
- 2006 : Free Tibet concert. Enregistrement du concert live rassemblant 100 000 personnes et 20 groupes en soutien au peuple tibétain subissant l’oppression et la persécution. La vidéo contient les performances live, interviews exclusives, images inédites des Beastie Boys, Red Hot Chili Peppers, Beck, The Fugees, Rage Against the Machine, The Smashing Pumpkins, Björk, Foo Fighters, et Sonic Youth.

## Membres
Pour plus d’informations sur les membres du groupe, leurs collaborations à d’autres projets et leurs productions solo, se référer aux articles détaillés les concernant.
Rage Against the Machine s'est toujours articulé autour des mêmes quatre membres :
- Zack de la Rocha : chant ;
- Tom Morello : guitare ;
- Tim Commerford : basse, chœurs ;
- Brad Wilk : batterie.

## Distinctions
| Année | Catégorie              | Récompense                     | Œuvre                                                                                   | Résultat   |
| ----- | ---------------------- | ------------------------------ | --------------------------------------------------------------------------------------- | ---------- |
| 1996  | MTV Video Music Awards | Meilleure vidéo rock           | Bulls on Parade                                                                         | Nomination |
| 1997  | Grammy Awards          | Meilleure prestation metal     | Tire Me                                                                                 | Lauréat    |
| 1997  | Grammy Award           | Meilleure prestation hard rock | Bulls on Parade                                                                         | Nomination |
| 1997  | MTV Video Music Awards | Meilleure vidéo rock           | People of the Sun, perdant face à Aerosmith pour Falling in Love (Is Hard on the Knees) | Nomination |
| 1998  | Grammy Award           | Meilleure prestation hard rock | People of the Sun                                                                       | Nomination |
| 1999  | Grammy Award           | Meilleure prestation metal     | No Shelter                                                                              | Nomination |
| 2000  | MTV Video Music Awards | Meilleure vidéo rock           | Sleep Now in the Fire, perdant face à Limp Bizkit pour Break Stuff                      | Nomination |
| 2001  | Grammy Award           | Meilleure prestation hard rock | Guerilla Radio                                                                          | Lauréat    |
| 2002  | Grammy Award           | Meilleure prestation hard rock | Renegades of Funk                                                                       | Nomination |
| 2008  | Kerrang's Awards       | Hall of Fame Award             |                                                                                         | Nomination |